# Foyesade Oluokun
Foyesade Oluokun (San Luis, Misuri, 2 de agosto de 1995) es un jugador profesional estadounidense de fútbol americano que se desempeña en la posición de linebacker en Jacksonville Jaguars, equipo de la National Football League (NFL).

## Carrera
Fue seleccionado en la sexta ronda en la Reunión Anual de Selección de Jugadores de la NFL de 2018. Hizo su debut profesional con el equipo Atlanta Falcons, en el cual jugó cuatro temporadas (2018-2022), luego pasó a Jacksonville Jaguars, donde lleva jugando dos temporadas.